# 쌍백중학교
쌍백중학교는 경상남도 합천군 쌍백면 평구리 497에 있었던 공립 중학교이다.

## 연혁
- 1970.03.01 쌍백중학교 설립 기성회 조직
- 1970.12.31 쌍백중학교 설립인가
- 1971.03.06 개교
- 1974.02.28 제1회 졸업(총 154명)
- 2012.03.01 삼가중학교로 통폐합[1], 41년만에 폐교